# MAN (azienda)
MAN, sigla di Maschinenfabrik Augsburg-Nürnberg, è stata una società tedesca produttrice di automezzi pesanti, prevalentemente autocarri e autobus, di motori diesel per diverse applicazioni e di turbine. Dal 2011 è stata parte del gruppo Volkswagen fino al suo assorbimento in Traton nel 2021.
L'azienda, che nel 2008 ha celebrato il 250º anniversario dalla fondazione, ha partecipato a joint ventures e collaborazioni con società di vari paesi tra cui India, Polonia, Turchia, Cina, Stati Uniti d'America, Emirati Arabi Uniti, Sudafrica, Portogallo e Austria.

## Settori di attività
MAN SE è un gruppo europeo con sede centrale a Monaco di Baviera, presente nei settori degli automezzi pesanti, dei motori e degli impianti industriali. L'azienda ha circa 47.740 dipendenti e nel 2009 registrava fatturato circa 12 miliardi di Euro. L'azienda è controllata dal gruppo Volkswagen Aktiengesellschaft che possiede il 71,08% del capitale.

### Veicoli industriali
La produzione di veicoli pesanti comprende i camion della linea "TG" come i MAN TGA, MAN TGM e MAN TGL, e veicoli per lunghe percorrenze quali i MAN TGS e MAN TGX.
Molto diffusi in tutta Europa sono gli autobus di produzione MAN, con modelli come il 603, il Lion's City e il NL202.

### Veicoli ferrotranviari
La disponibilità di propulsori efficienti e con costi industriali consentì nel secondo dopoguerra alla MAN di allestire o consentire la costruzione su licenze anche di automotrici ferroviarie con taglie che andavano dai classici autobus su rotaia, come le ALn 9000 CCFR a modelli di maggiori dimensioni come le Ad 01-10 FSE o le ADn 500 SV.
Non mancò la produzione di elettromotrici tranviare destinate a diverse relazioni urbane e suburbane europee fra cui la tranvia Roma-Civita Castellana e dei treni per la Metropolitana di Medellín, in Colombia.

## Storia

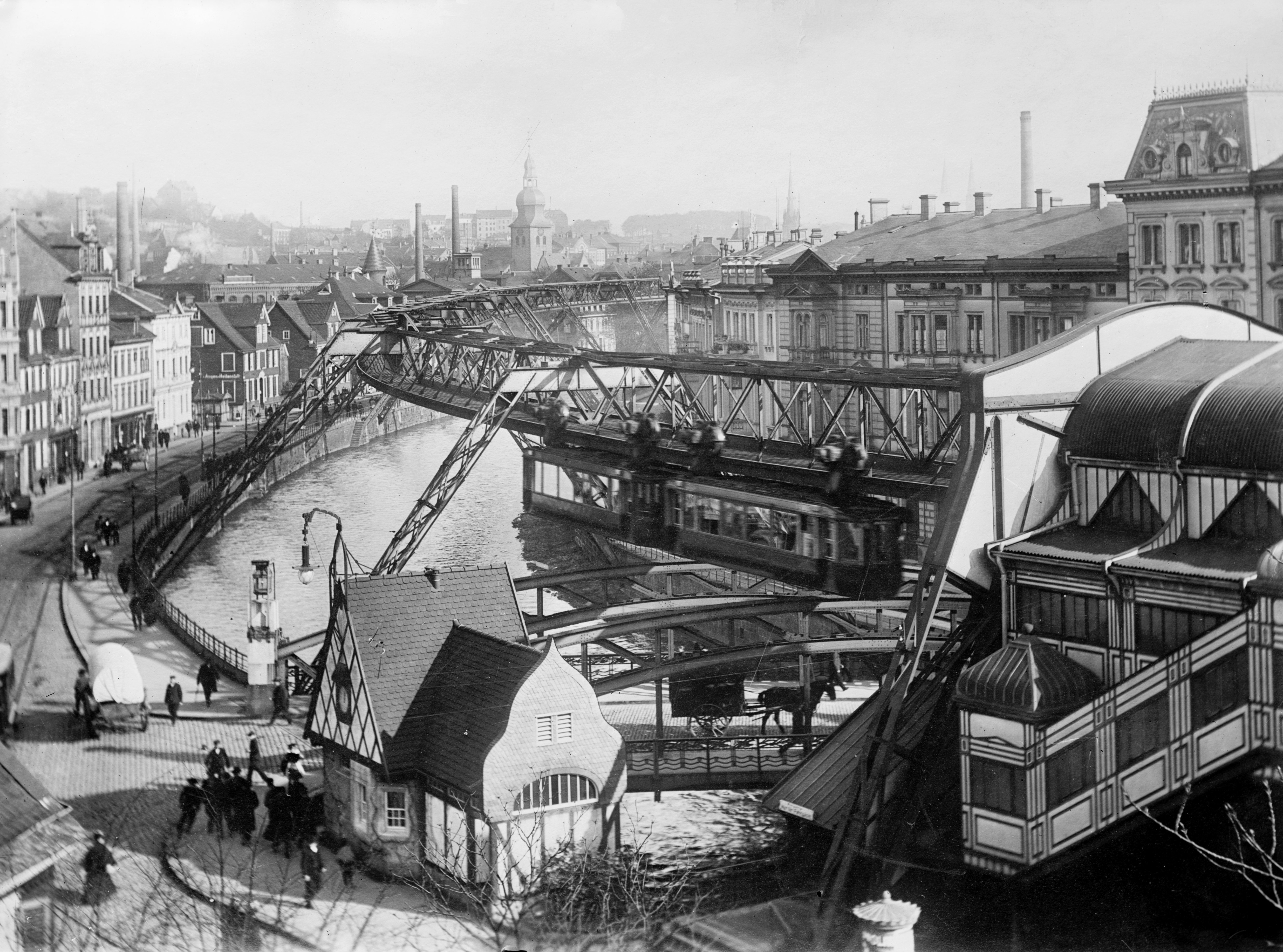
la celebre ferrovia sospesa di Wuppertal, realizzata con l'apporto della MAN

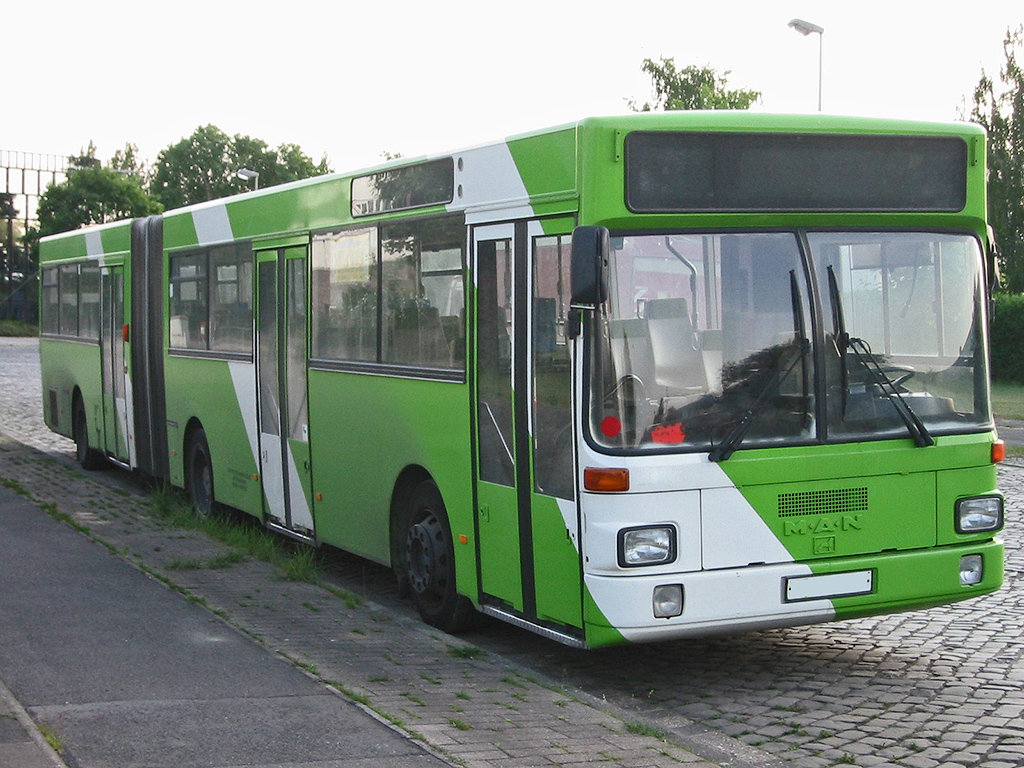
Autosnodato MAN

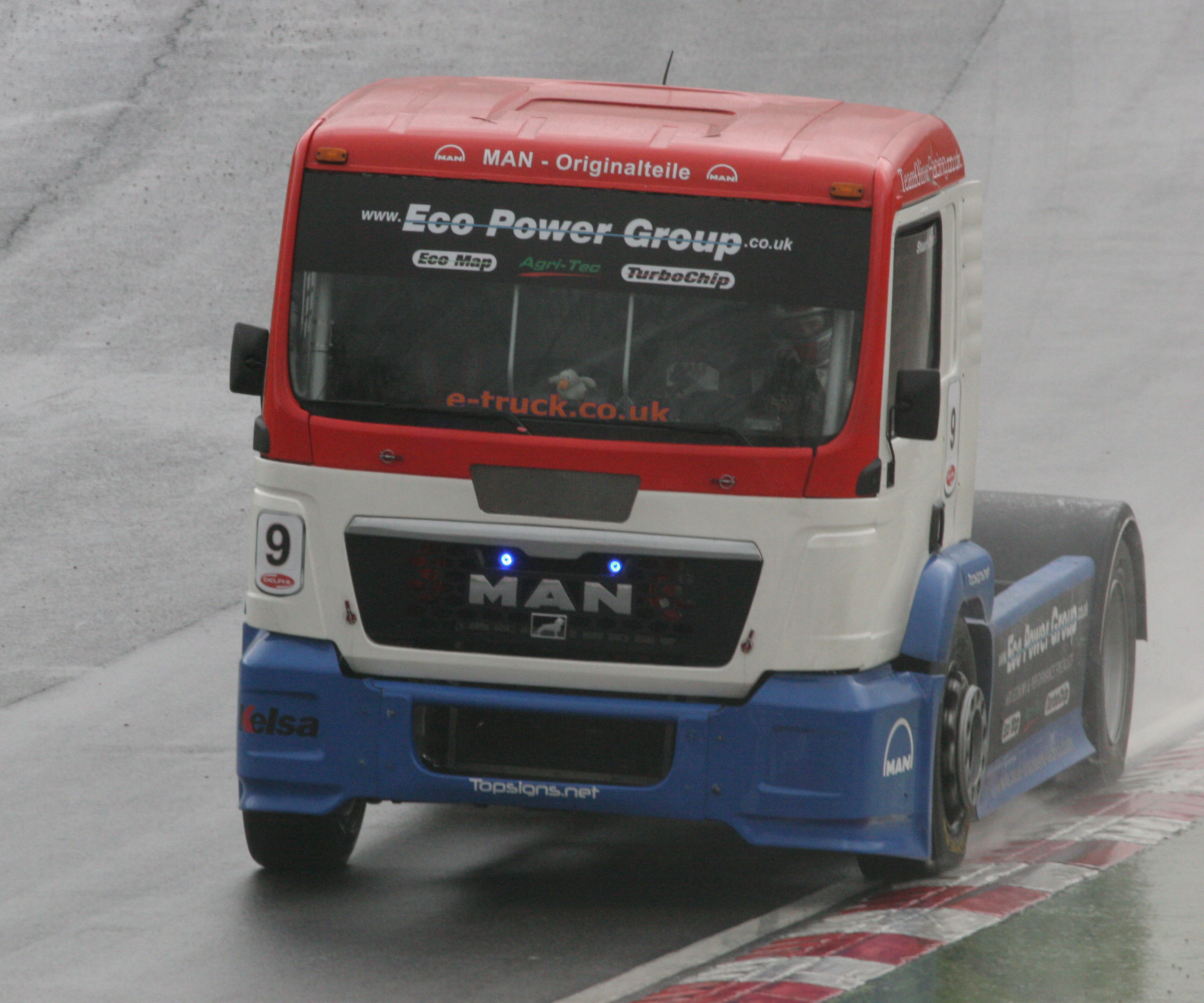
Camion da competizione in pista

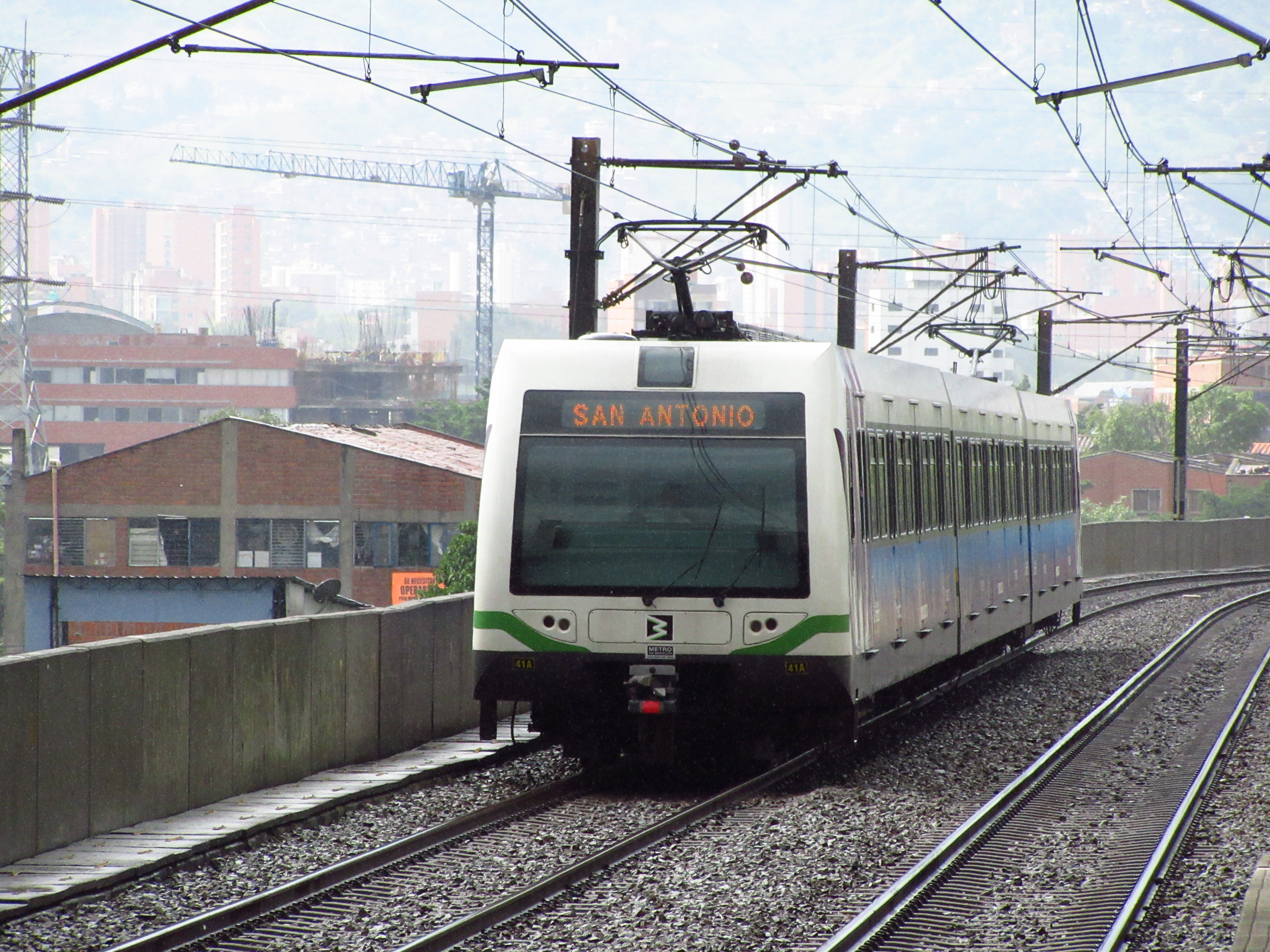
Treno MAN della Metropolitana di Medellín

Le origini della MAN risalgono al 1758 con la fondazione, a Oberhausen, della società Hütte St. Antony,  prima impresa siderurgica pesante del bacino della Ruhr. Nel 1808, con la fusione delle tre imprese siderurgiche St. Antony, Gute Hoffnung e Neue Essen venne formata la Hüttengewerkschaft und Handlung Jacobi di Oberhausen, più tardi rinominata Gute Hoffnungshütte (GHH) per l'estrazione, il trattamento del minerale e la lavorazione successiva per la creazione di prodotti in ferro.
Negli anni successivi i nomi delle grandi dinastie industriali ebbero un ruolo importante nello sviluppo di MAN: Krupp, Haniel, Huyssen e Jacobi nella regione della Ruhr, Reichenbach, Sander e Klett nella Germania del sud.
I pionieri dell'industria meccanica tedesca si insediarono ad Augusta, Norimberga e Sterkrade (Gutehoffnungshütte): le aziende da cui è nata la MAN produssero le prime rotative tedesche per la stampa di giornali e di libri, che hanno consentito una grande tiratura e la diffusione dei primi mezzi di comunicazione di massa, hanno costruito i primi refrigeratori di Carl von Linde e hanno progettato, sviluppato e realizzato, insieme all'inventore ing. Rudolf Diesel, la macchina a combustione interna più conosciuta come il primo motore Diesel, alla fine del XIX secolo.
Oltre che nella produzione di rotabili ferroviari, la MAN fu attiva anche nel settore delle infrastrutture in acciaio come ponti e grandi tettoie e monorotaie (tra cui quella di Wuppertal).
Il gruppo tedesco produsse anche il celebre carro armato Panzer V Panther.
Nel 1971 la MAN acquisì la ditta tedesca Büssing.
Dal 19 maggio 2009 ha completato la trasformazione da Aktiengesellschaft a Società Europea.

## Dati societari
Fino al 2012 MAN era una delle 30 principali società quotate alla Borsa di Francoforte DAX.
Le principali società del gruppo, la cui produzione è destinata a precise aree geografiche, sono:
- MAN Nutzfahrzeuge AG (in italiano: MAN Veicoli Industriali) uno dei più importanti costruttori di veicoli pesanti, con stabilimenti in Germania, Polonia, Austria, Turchia, Sudafrica, joint ventures in Cina ed India;
- MAN Latin America, società leader per i veicoli pesanti in Brasile;
- MAN Diesel: motori diesel a 2 e 4 tempi per applicazioni navali o stazionarie;
- MAN Turbo: turbine e compressori per impianti industriali con stabilimenti a Oberhausen, Berlino, Zurigo, Schio e Amburgo.